# Кароліна Бонапарт
Кароліна Марія Аннунціата Бонапарт Мюрат Макдональд (фр. Caroline Marie Annonciade Bonaparte; 25 березня 1782 — 18 травня 1839), більш відома як Кароліна Бонапарт — французька імператорська принцеса; сьома дитина та третя донька Карло Буонапарте та Летиції Рамоліно та молодша сестра французького короля Наполеона I. Під час правління там свого чоловіка вона була королевою Неаполя та регенткою Неаполя під час його чотириразової відсутності: у 1812—1813, 1813, 1814 та 1815 роках.
У 1800 році Кароліна вийшла заміж за Йоахіма Мюрата, маршала імперії, принца Мюрата, а пізніше короля Неаполя, одного з найвидатніших і сумнозвісних генералів Наполеона.

## Перші роки
Кароліна народилася в Аяччо, Корсика, у родині Карло Буонапарте та Летиції Рамоліно. Вона була молодшою сестрою Жозефа Бонапарта, Наполеона Бонапарта, Люсьєна Бонапарта, Елізи Бонапарт, Людовик Бонапарта та Поліни Бонапарт. Вона була старшою сестрою Жерома Бонапарта. Кароліна, яку високо цінували за її красу та розум, також мала складний темперамент, амбітність і політичне мислення.
Наполеон згадував про сестру:
*
|  | «З усієї моєї родини вона найбільше схожа на мене.» |

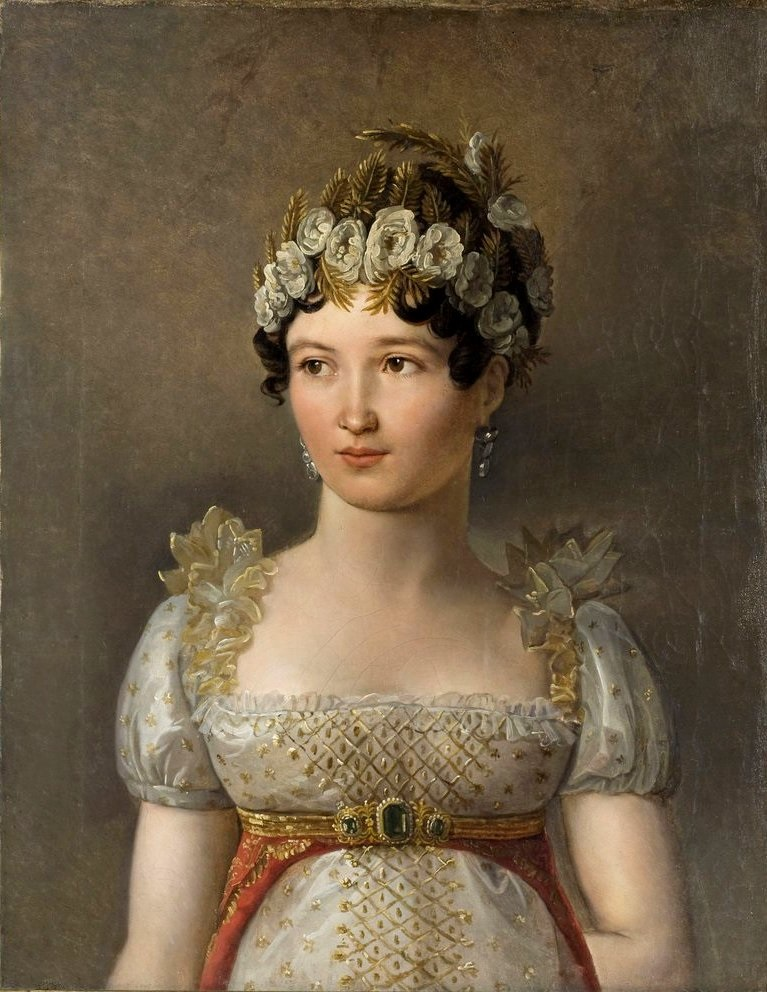
Принцеса Кароліна Бонапарт

У дитинстві її сім'я була малозабезпеченою, тому вона отримала початкову освіту в монастирі черниць, де, ймовірно, їй довелося працювати швачкою.
У червні 1797 року Наполеон Бонапарт привіз свою сім'ю до Момбелло, де 14 червня 15-річна Кароліна була присутня на весіллі своїх сестер Елізи та Поліни. Під час медового місяця на італійських озерах Кароліна зустріла і закохалася в Йоахіма Мюрата, хвацького 30-річного ад'ютанта Наполеона. Великий спокусник, якого підозрювали у зв'язку з Жозефіною Богарне, Мюрат спочатку не був прийнятий Наполеоном як претендент на руку і серце своєї сестри.
Наполеон вважав, що освіта Кароліни була недостатньою, тому в 1798 році відправив її до пансіону для дівчат мадам Кампани Сен-Жермен-ан-Ле. Серед однокласниць Кароліни були Гортензія та Стефані де Богарне; Гортензія, зокрема, стала її подругою. Після закінчення єгипетської кампанії Наполеон запросив Кароліну і Гортензію до себе додому на прийоми, які він влаштовував. Там Кароліна знову зустріла Мюрата. З наближенням Брюмера Кароліну відправили назад до школи-інтернату.
Після державного перевороту 18 брюмера Мюрат особисто пішов до мадам Кампан, щоб повідомити цю новину Кароліні. Однак Наполеон все ще не хотів видати свою сестру заміж за Мюрата. Він розглядав можливість віддати її генералу Жану-Віктору Моро. Але Моро вже був заручений з мадемуазель Юло д'Осері. Змінити ставлення Наполеона до родичання із Мюратом змогла його дружина Жозефіна Богарне.

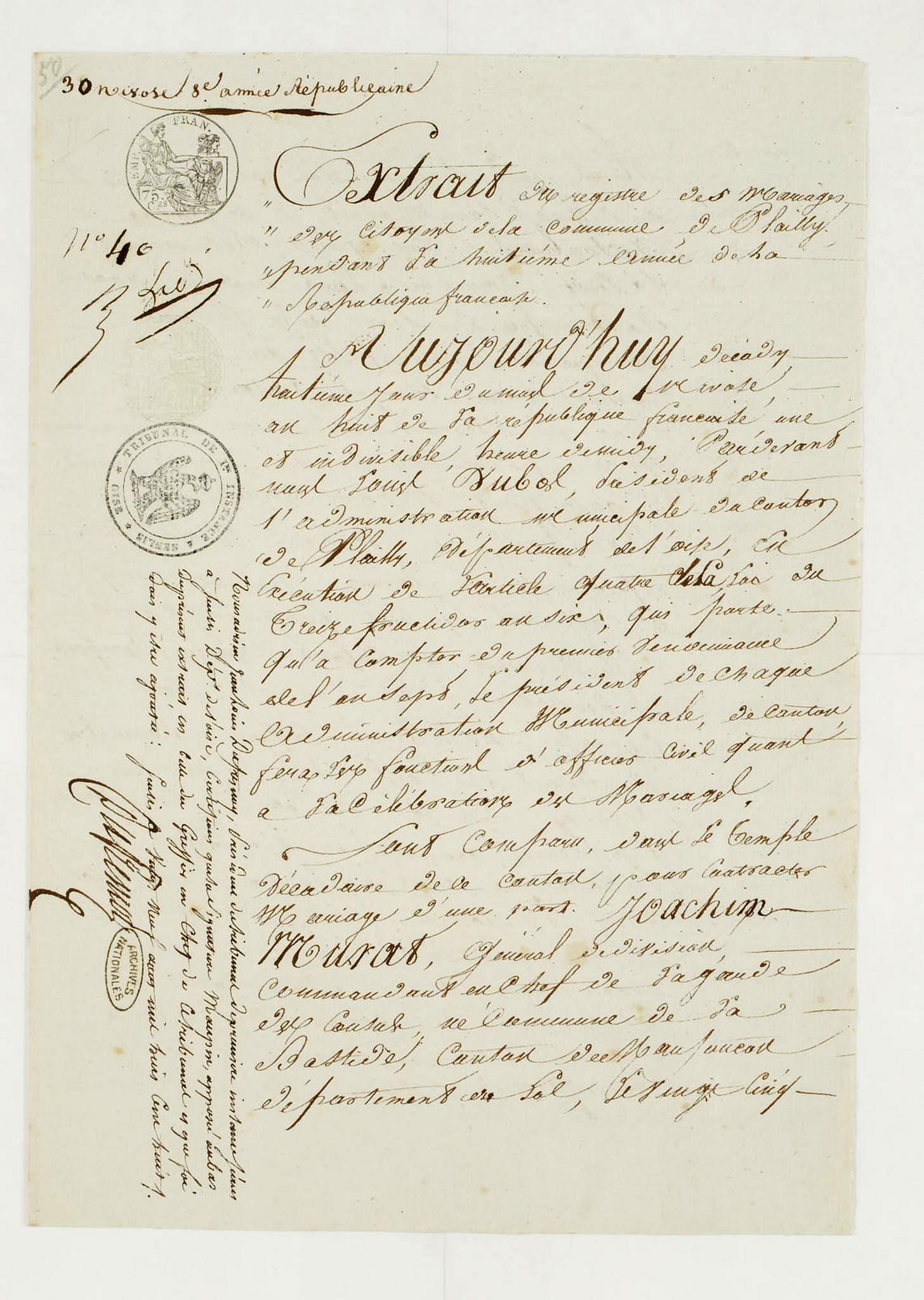
Свідоцтво про шлюб Йоахіма Мюрата та Кароліни Бонапарт, зараз у Національному архіві

18 січня 1800 року у присутності родини був підписаний шлюбний контракт, за яким Кароліна отримала придане. 20 січня в Мортефонтені відбулося цивільне одруження. Подружжя переїхало до готелю де Бріон, а 27 травня Наполеон подарував їм частину маєтку Вільє.
Кароліна була поруч з Жозефіною, коли їх ледь не зачепив терористичний напад на вулиці Сен-Нікез. На той час Кароліна була вагітна своїм першим сином Ахіллом, але вона не постраждала і її вагітність була збережена.
На народження Ахілла 21 січня 1801 року Кароліна отримала від чоловіка подарунки, які були отримані з данини за перемир'я у Фоліньйо 27 лютого 1801 року. Мюрат надіслав їй ці подарунки, але не зміг повернутися з Тоскани, де мав залишитися згідно наказу Наполеона.
У квітні Кароліні дозволили приєднатися до чоловіка у Флоренції. У липні 1801 року Мюрат був призначений головнокомандувачим арміями Цизальпійської республіки і відповідав за підготовку прибуття суверенів Королівства Етрурії, Людовика і Марії-Луїзи, яких вітали 2 серпня 1801 року у Палаццо Веккйо у Флоренції.
Згодом Кароліна та її чоловік повернулися до Парижа, де народилася їхня друга дитина, Летиція. Вони вінчалися в церкві 4 січня 1802 року, одночасно з Людовиком Бонапартом і Гортензією де Богарне.
Між 1802 і літом 1803 року Кароліна перебувала поперемінно в Парижі та Мілані, де розважала низку провідних діячів Франції та Італії, організовуючи для них обіди та вистави.
23 серпня 1803 року подружжя Мюратів повернулося до Парижа. В цей час Наполеон призначив Йоахіма Мюрата губернатором Парижа і командувачем Першої військової дивізії.
У квітні 1804 Кароліна рішуче виступила проти усиновлення Наполеоном Наполеона-Шарля Бонапарта, сина Гортензії де Богарне, оскільки її власні діти не мали ані титулу, ані землі.
18 травня 1804 року, коли була проголошена Імперія, брати Наполеона отримали титул імператорських принців, але для його сестер нічого особливого не планувалося. Заздрячи тому, що її невістки отримали титул імператорських принцес, Кароліна поскаржилася Наполеону, який врешті-решт поступився і присвоїв Кароліні, Поліні та Елізі титул імператорської високості.
Коли 22 березня 1805 року народилася її донька Луїза, Кароліна отримала від Наполеона дозвіл і гроші на придбання Єлисейського палацу. Разом з чоловіком вона відреставрувала палац, який перебував у занедбаному стані, і прикрасила його творами мистецтва.
1 грудня 1805 року Мюрат вирушив до Відня на битву, а невдовзі після цього до нього приєдналася Кароліна. 13 і 14 січня 1806 року вона була присутня на весіллі Ежена де Богарне з принцесою Авґустою-Амелі Баварською, дочкою Великого курфюрста.

## Велика герцогиня-консорт Берга
На початку 1806 року Наполеон активно роздавав землі та титули своїм наближеним. Спочатку він думав подарувати Кароліні князівство Невшатель, але вона на таку маленьку територію не погодилася.
15 березня 1806 року Наполеон подарував Мюратам Велике герцогством Берг, що складалося з герцогства Берг і герцогства Клев, і в разі конфлікту між Францією і Пруссією мало бути між ними «бар'єром». 24 березня Мюрат вирушив у нові володіння, але Кароліна залишилася в Парижі. Її приїзд був анонсований на липень. Проте через загрозу війни поїздку скасували.
2 грудня 1806 року вона відкрила салон в Єлисейському палаці, куди запрошувала можновладців і влаштовувала розкішні вечірки, зокрема костюмовані бали. Сподіваючись домогтися призначення свого чоловіка королем Польщі, у себе вдома вона розважала польську знать, але зрештою Наполеон не створив для Польщі особливого статусу.
З 21 вересня 1807 року, коли імператорський двір перебував у Фонтенбло, Кароліна зустрічалася з Клеменсом Венцелем фон Меттерніхом, австрійським послом у Парижі. Того ж року її портрет намалювала відома художниця Елізабет Віже-Лебрен, колишня художниця королеви Марії-Антуанетти і всієї королівської Європи, яка заявила: «Я малювала справжніх принцес, які ніколи не мучили мене і ніколи не змушували чекати!»
20 лютого 1808 року Наполеон наказав Мюрату командувати своїми військами в Іспанії. Залишаючись у Парижі, Кароліна сподівалася наприкінці війни отримати іспанські титули. Однак Наполеон довірив Іспанію своєму братові Жозефу Бонапарту. Що ж до Мюрата, то він отримав вибір між Неаполітанським і Португальським королівством. Мюрат обрав Неаполь.

## Королева-консорт Неаполя

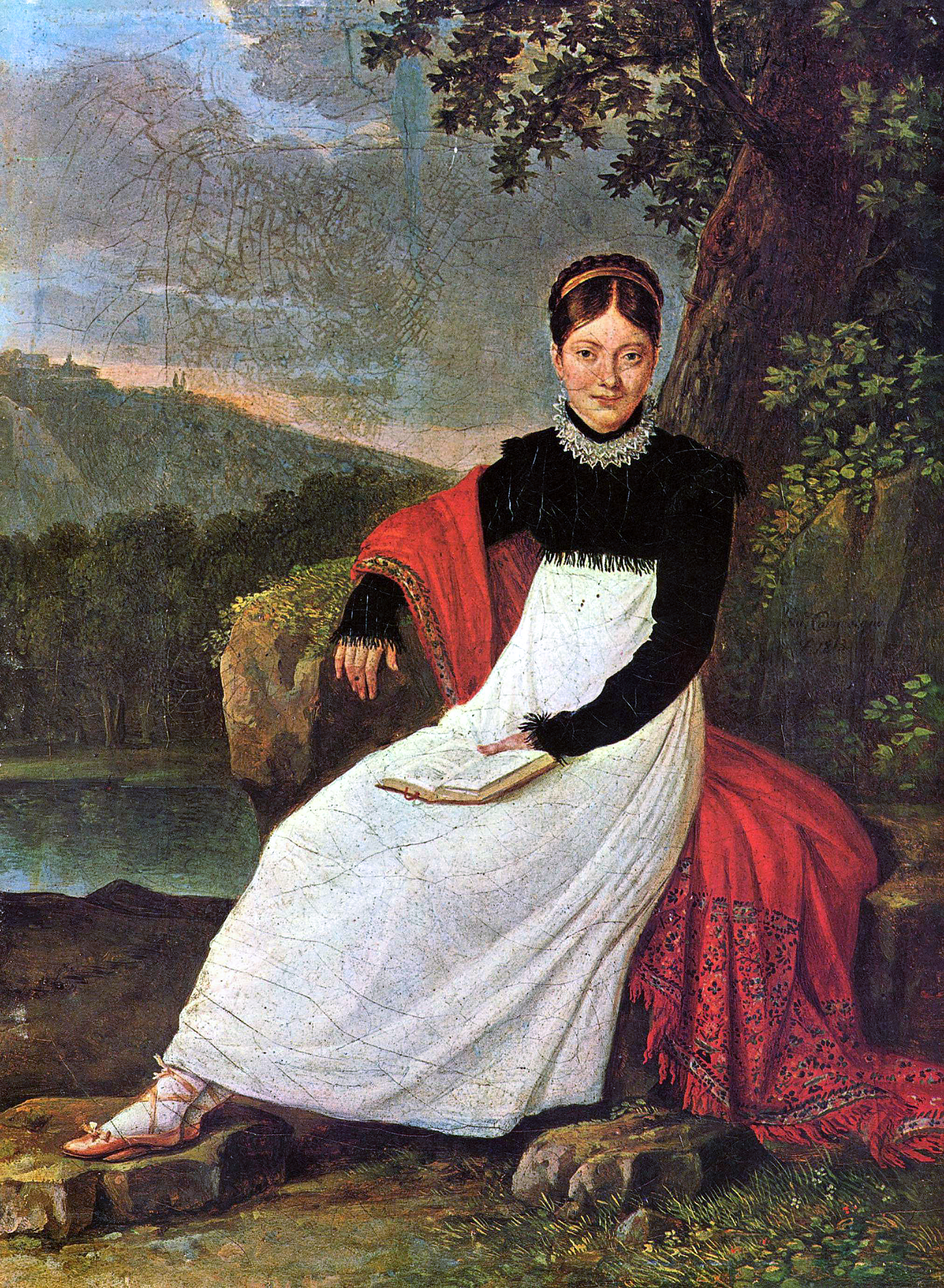
Кароліна Бонапарт у традиційному неаполітанському вбранні.

15 липня 1808 року Байоннський мирний договір закріпив за Мюратами корону Неаполя, але стаття 3 передбачала, що:
«Якщо Її Імператорська Високість принцеса Кароліна переживе свого августійшого чоловіка, вона залишиться королевою обох Сицилій».
Інший пункт договору передбачав, що в обмін на Неаполітанське королівство подружжя повинно було віддати Наполеону все майно, яким вони володіли у Франції. Однак Кароліна наказала спакувати і перевезти до Неаполя більшу частину меблів і творів мистецтва з Єлисейського палацу, оскільки її брат Жозеф Бонапарт, попередній король Неаполя, зняв великі суми з рахунків держави і, покидаючи Неаполь, очистив Палаццо Реале від меблів. 6 вересня 1808 року Мюрат в'їхав до Неаполя; Кароліна, яка виїхала слідом за ним, прибула 25 вересня.
Ослаблена подорожжю, Кароліна почала організовувати королівські бали та урочистості лише в листопаді 1808 року.
Протягом більшої частини свого правління Кароліна не дуже добре ладнала зі своїм чоловіком, який був розчарований тим, що завдячував своїми титулами лише шлюбу з дружиною, і підозрював її у прихильності до його брата. Він залишив їй мало політичної влади.
Потім Кароліна взяла на себе відповідальність за оздоблення королівських палаців, зокрема Палаццо Реале, який вона переобладнала і в якому розбила сади. Вона також цікавилася археологічними розкопками в Помпеях, де запропонувала перебудувати і переобладнати один з будинків у давньоримському місті. Деякі меблі, які вона замовляла для своїх палаців, були натхненні римськими мотивами; один з її столів містив справжню римську мозаїку з Геркулануму, що зображала Медузу Горгону.
Вона також приймала важливі рішення в економічній сфері, зокрема, розвиваючи виробничий сектор. Вона модернізувала фабричне обладнання, зокрема, для виробників шовку, для яких вона організувала навчальні програми для робітників і плантації добірних шовковиць. Вона також допомагала бавовнопрядильним фабрикам і виробникам коралових прикрас.
Кароліна приділяла значну увагу освіті молодих неаполітанських дівчат. Натхненна Інститутом Елізи, створеним Елізою Бонапарт, у 1808 році вона заснувала школу-інтернат для дівчаток у будівлях колишнього монастиря Санта-Марія-делла-Провіденца, відомого як «Міраколі». Вона також провела інспекцію та ремонт існуючих закладів, таких як Каса Кароліна д'Аверса, заснована Жозефом Бонапартом.
Королева в Неаполі імпортувала і пропагувала французьке мистецтво, зокрема моду, театр і кухню. Вона захоплювалася художником Енгра, у якого в 1808 році купила картину під назвою «Спальня»; в 1814 році вона замовила йому картину «Велика одаліска», яка була доставлена в грудні цього ж року.
Кароліна була описана як дуже ревнива до своєї невістки Жозефіни та її дітей, нібито через те, що вона відчувала, що Наполеон віддає перевагу їм, ніж своїм родичам. Повідомляється, що Кароліна влаштувала Наполеону коханку, Елеонор Денуель, яка належним чином народила його першу позашлюбну дитину. Це мало бажаний ефект встановлення того, що Жозефіна була безплідною, оскільки Наполеон показав, що він явно здатний зачинати дітей, що зрештою призвело до його розлучення з Жозефіною та повторного шлюбу. У 1810 році, коли Наполеон одружився зі своєю другою імператрицею-консортом Марією Луїзою Австрійською, Кароліна відповідала за її супровід до Франції. Після зустрічі з нею на кордоні Австрії та її герцогства, Кароліна змусила Марію-Луїзу залишити в Австрії весь свій багаж, слуг і навіть свого собаку.
Кароліна присвятила себе інтересам свого чоловіка Йоахіма Мюрата, короля Неаполя, де вона брала активну участь у справах королівства. Будучи королевою Неаполя, вона чотири рази виконувала функції регентки королівства за час відсутності Йоахіма: під час його участі у війні проти Росії в 1812—1813 роках, під час його участі у війні в Німеччині в 1813 році, під час війни проти Наполеона в 1814 р. і, нарешті, під час повернення до влади Наполеона в 1815 р. У 1814 році вона підтримала його рішення укласти сепаратний мир із антинаполеонівськими союзниками, зберігши за собою трон, поки Наполеон буде скинутий.
Потім, під час «Ста днів» 1815 року, Йоахім виступив за Наполеона. За його відсутності Кароліна була залишена регенткою Неаполя. Йоахім був розгромлений і страчений, а Кароліна втекла до Австрійської імперії. Перебуваючи у вигнанні, вона прийняла титул «Графиня Ліпона»; «Lipona» є анаграмою «Napoli» (Неаполь).

## Перші суперечки з Наполеоном
15 грудня 1809 року Мюрат і Кароліна повернулися до Парижа і стали свідками розлучення Наполеона та Жозефіни. Незабаром після цього Наполеон зажадав від Мюрата виплати за Байонський договір, і Кароліні довелося за нього заступитися.
Коли Наполеон вирішив повторно одружитися на Марії-Луїзі Австрійській, Кароліна була відповідальна за підготовку костюмів для нареченої, а потім супроводжувала Марію-Луїзу з Мюнхена до Парижа.
18 грудня 1810 року Мюрат очолив експедицію на Сицилію, яка закінчилася невдачею, що ще більше розпалило напруженість між ним і Наполеоном.
20 березня 1811 року, на народження Наполеона II, Мюрат поїхав до Тюїльрі, але отримав холодний прийом від Наполеона, який відмовився вивести французькі війська, розташовані в Неаполі. Кароліна, яку обрали хрещеною матір'ю принца, не поїхала до Франції, побоюючись, що Наполеон відбере у неї Неаполітанське королівство: вона заявила, що «оскільки вони хотіли відібрати у неї корону, вона вважає за краще прийняти цю образу в Неаполі, ніж в Парижі». Гортензія де Богарне була призначена хрещеною матір'ю за дорученням.
14 червня 1811 року, побоюючись посилення «французької партії» в Неаполі, Мюрат видав указ про те, що всі іноземці, які займають державні посади в Неаполі, повинні подати заяву про натуралізацію або звільнитися з роботи; цей захід був спрямований насамперед проти французів, яких в Неаполі на той час було багато. Наполеон відреагував бурхливо, зазначивши, що всі французькі громадяни повинні також вважатися громадянами Неаполітанського королівства.
17 серпня граф де Доре, друг Кароліни, був позбавлений своїх міністерських обов'язків і доповів про дії Мюрата Наполеону, який, перш ніж нагадати йому про його статус, наказав заарештувати деяких радників Мюрата. Щоб заспокоїти гнів Наполеона, Кароліна змушена була відбути до Франції.
У квітні 1812 року Мюрат був призваний воювати на боці Наполеона в Росії, а регентство в Неаполі, незважаючи на побоювання Мюрата, було довірено Кароліні. 7 січня 1813 року хворий Мюрат був змушений залишити поле бою, передавши командування Ежену де Богарне. Повернувшись до Неаполя, він не схвалював багато рішень, прийнятих Кароліною під час її регентства.

## Союз з Австрією

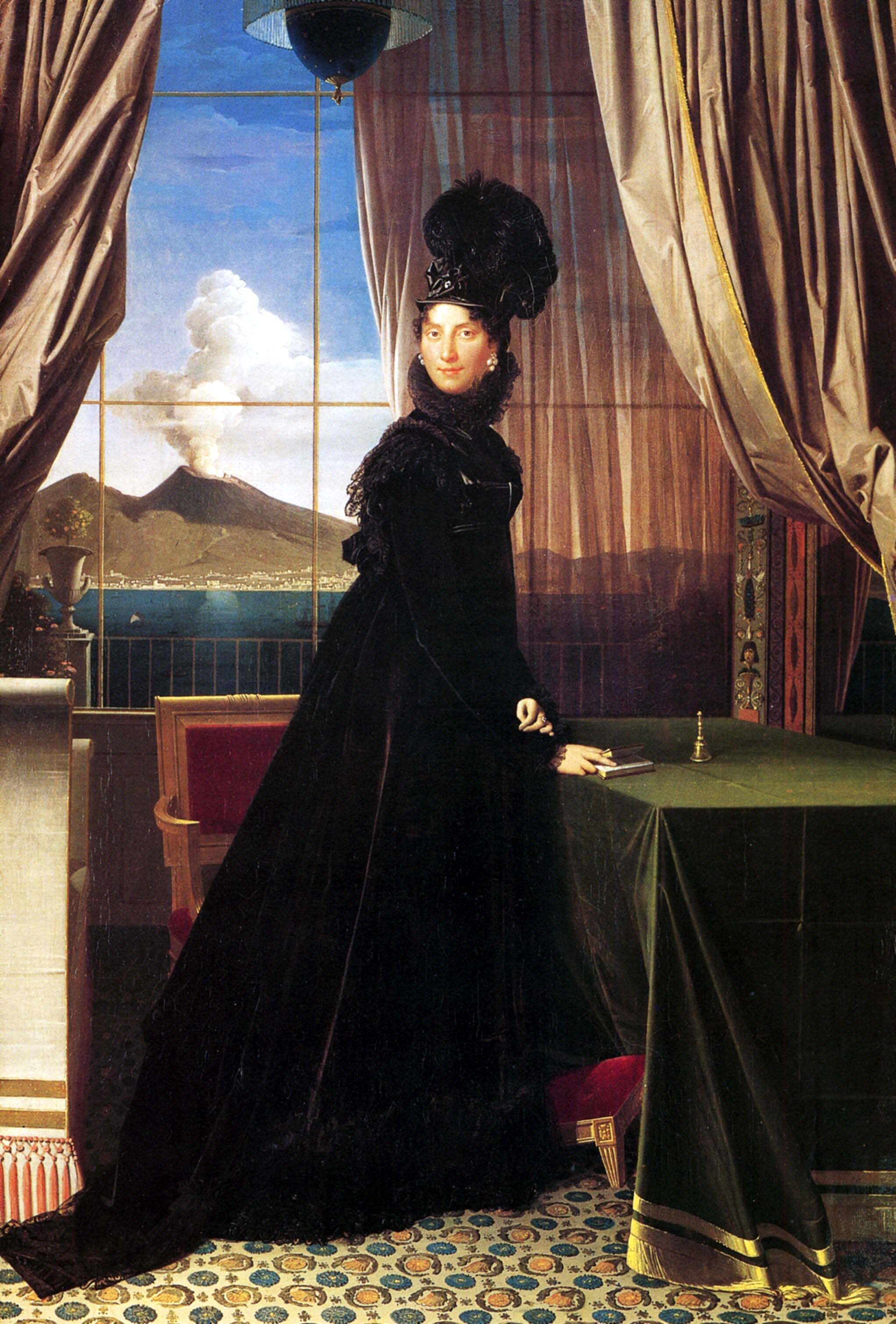
Королева Кароліна Мюрат, художник Жан-Огюст-Домінік Енгр, 1814, приватна колекція.

Перші переговори про союз з Австрією Мюрат вів без відома Кароліни. 7 березня 1813 року він відправив до Відня свого агента, якого прийняв Клеменс Меттерніх. Його головною турботою було зберегти Неаполітанське королівство, адже він побоювався, що Наполеон вирішить приєднати його до Французької імперії або Італійського королівства. Дедалі більше розходячись у поглядах з Наполеоном, Мюрат також обурювався тим, що на початку липня 1813 року імператор доручив командування італійськими військами не йому, а віце-королю Євгену. Саме в цей час він повідомив Кароліні про свої переговори з Австрією.
У серпні 1813 року Мюрат отримав запрошення від Наполеона приєднатися до його армії в Дрездені, а на час його відсутності регенткою була призначена Кароліна. У цей момент Меттерніх та його представники запевнили її, що якщо Неаполь приєднається до коаліції проти Франції, то всі члени коаліції визнають королівство та його суверенів. Щоб зберегти своє королівство і дедалі більше сумніваючись у планах Наполеона, Кароліна погодилася на союз з Австрією. Мюрат, який повернувся до Неаполя 4 листопада, також погодився приєднатися до коаліції.
У ніч з 7 на 8 січня 1814 року було підписано угоду з Австрією: Мюрат пообіцяв 30-тисячну армію, яка битиметься пліч-о-пліч з коаліційними військами за умови, що вони не вторгатимуться на французьку землю, а в обмін на це Австрія гарантувала збереження Неаполітанського королівства. 23 січня 1814 року Йоахім залишив Неаполь зі своєю армією, і Кароліна знову стала регенткою. Однак незабаром з'явилася загроза з боку британців, які не ратифікували австро-неаполітанську угоду і не визнали Мюрата королем.
12 лютого Кароліна наказала вислати з Неаполя всіх французьких офіцерів і агентів, а також припинила комунікації і торгівлю між Неаполем і Францією.
29 березня 1814 року, після зречення Наполеона, Мюрат повернувся до Неаполя. Вони з Кароліною відмовили в будь-якій допомозі Наполеону, який був засланий на Ельбу, але прийняли в Неаполі Поліну Бонапарт, яка спілкувалася з Наполеоном, але без офіційного схвалення неаполітанських монархів.
У Неаполі настав період відносного спокою, але в той же час союзники розглядали питання про поділ Європи і на деякий час планували передати Італію Бурбонам; вони вважали за краще залишити Неаполь поки що Мюрату. Англійці, зі свого боку, як і раніше, не визнавали ніякого союзу з неаполітанськими правителями.
Увечері 26 лютого 1815 року Наполеон втік з Ельби; тоді Мюрат вирішив відновити з ним зв'язки і водночас звільнити Італію, щоб стати її королем. Кароліна намагалася відрадити його, але не змогла: 17 березня 1815 року він залишив Неаполь.

## Звільнення і заслання

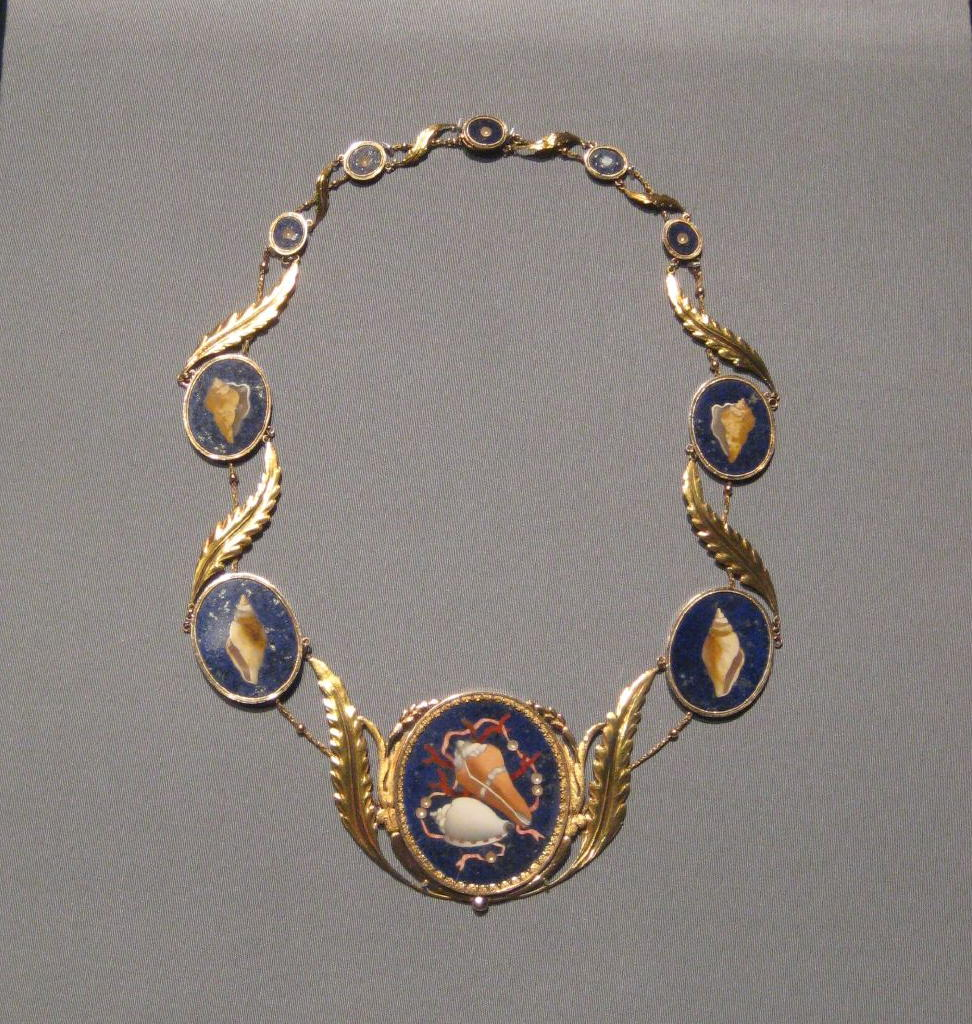
Ювелірна прикраса Кароліни Бонапарт

5 квітня 1815 року, зіткнувшись з цим розривом союзу, Меттерніх розірвав з Неаполітанським королівством, а 26 квітня попросив Кароліну здати королівство. Кароліна відмовилася. 7 травня вона відправила з Неаполя свою матір, дядька Феша і брата Жерома. 12 травня англійці наказали їй покинути Неаполь. Щоб доставити її з дітьми і свитою назад до Франції вони зобов'язалися надати в її розпорядження англійський корабель «Тремендос».
17 травня Мюрату вдалося повернутися до Неаполя, де він пробув лише кілька днів, і непомітно покинути королівство.
22 травня 1815 року Кароліну оголосили австрійською полонянкою, а англійський адмірал Есмут відмовився відвезти її до Франції. Взявши на борт дітей, 25 травня «Тремендос» відплив до Трієста. Там Кароліну тимчасово поселили в Палаццо Романо, але незабаром її присутність для австрійців стала небажаною. Тому вона виїхала і 16 вересня оселилася в замку Гайнбург поблизу Відня. Незважаючи на протести австрійців, вона взяла собі ім'я графині Ліпонської (анаграма до італійської назви Неаполя — Napoli).
Її чоловік, Йоахім Мюрат, був захоплений в Калабрії військами короля Бурбонів Фердинанда IV і страчений 13 жовтня 1815 року.
У 1817 році Кароліна змогла переїхати до замку Фросдорф. Вона жила там в оточенні небагатьох людей, її сестра Поліна і брат Жером віддалилися від неї. 3 березня 1818 року Жером писав Елізі Бонапарт: «Я нічого не сподіваюся від Кароліни, вона антифранцузька і антиродинна», а потім: «Наше становище щодо до Кароліни — це пекло, я більше не можу його терпіти».
Крім того, двоє її синів Ахілл і Люсьєн, не бачачи майбутнього у своєму житті вигнанців в Австрії, вирішили емігрувати до Сполучених Штатів. У 1822 році першим відплив Ахілл, в у 1824 році — Люсьєн.
У 1824 році Кароліна знову отримала право оселитися в Трієсті, але не в'їжджати на італійський півострів.

## Подальше життя

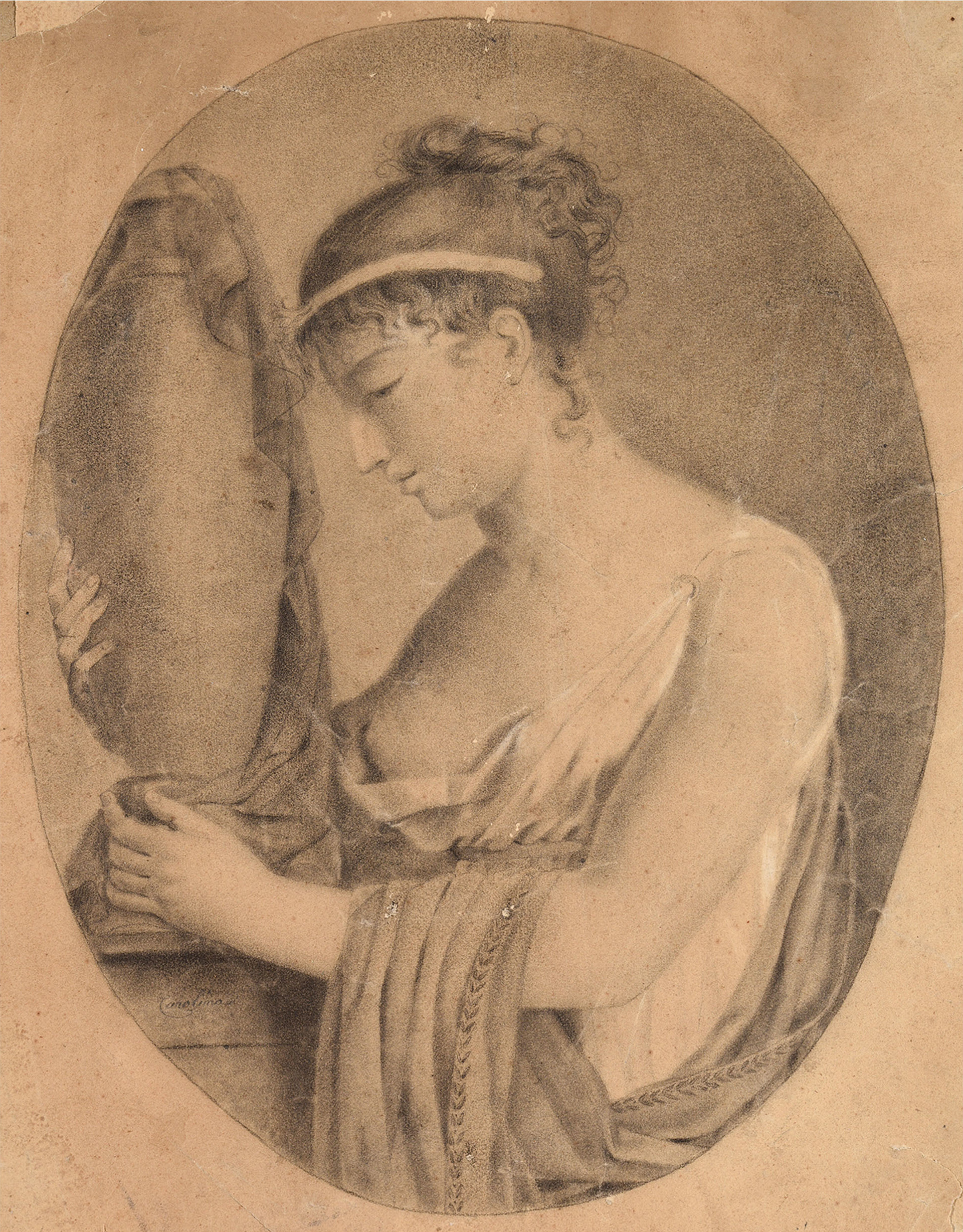
Керолайн тримає урну з прахом її померлого чоловіка Йоахіма Мюрата.

У 1830 році Луї-Філіп надав Кароліні право провести деякий час у Франції. У 1830 році вона вийшла заміж за Франческо (Франсуа) Макдональда (1777—1837), родича маршала Етьєна Макдональда, який був військовим міністром Неаполітанського королівства в 1814 і 1815 роках.
Вона жила у Флоренції до своєї смерті. З Макдональдом вони не мали дітей. Кароліна померла в 1839 році від раку дванадцятипалої кишки та інфекції печінки і була похована в Церкві Усіх Святих у Флоренції.
Одним з її пра-пра-правнуків був американський актор Рене Обержонуа.

## Титули та володіння
- 25 березня 1782—1793: Мадемуазель Марія-Аннунціата Бонапарт
- 1793 — 18 січня 1800: Мадемуазель Кароліна Бонапарт
- 18 січня 1800 — 19 травня 1804: Мадам Кароліна Мюрат
- 19 травня 1804—1806: Її Імператорська Високість Кароліна, французька принцеса
- 1806 — 1 серпня 1808: Її Імператорська Високість Кароліна, Велика Герцогиня Консорт Берзька
- 1 серпня 1808 — 3 травня 1815: Її Величність Королева Неаполя
- 3 травня 1815 — 18 травня 1839: Її Величність Королева Кароліна Неаполітанська (після звільнення подружжя Мюратів)

## Кароліна Бонапарт в мистецтві

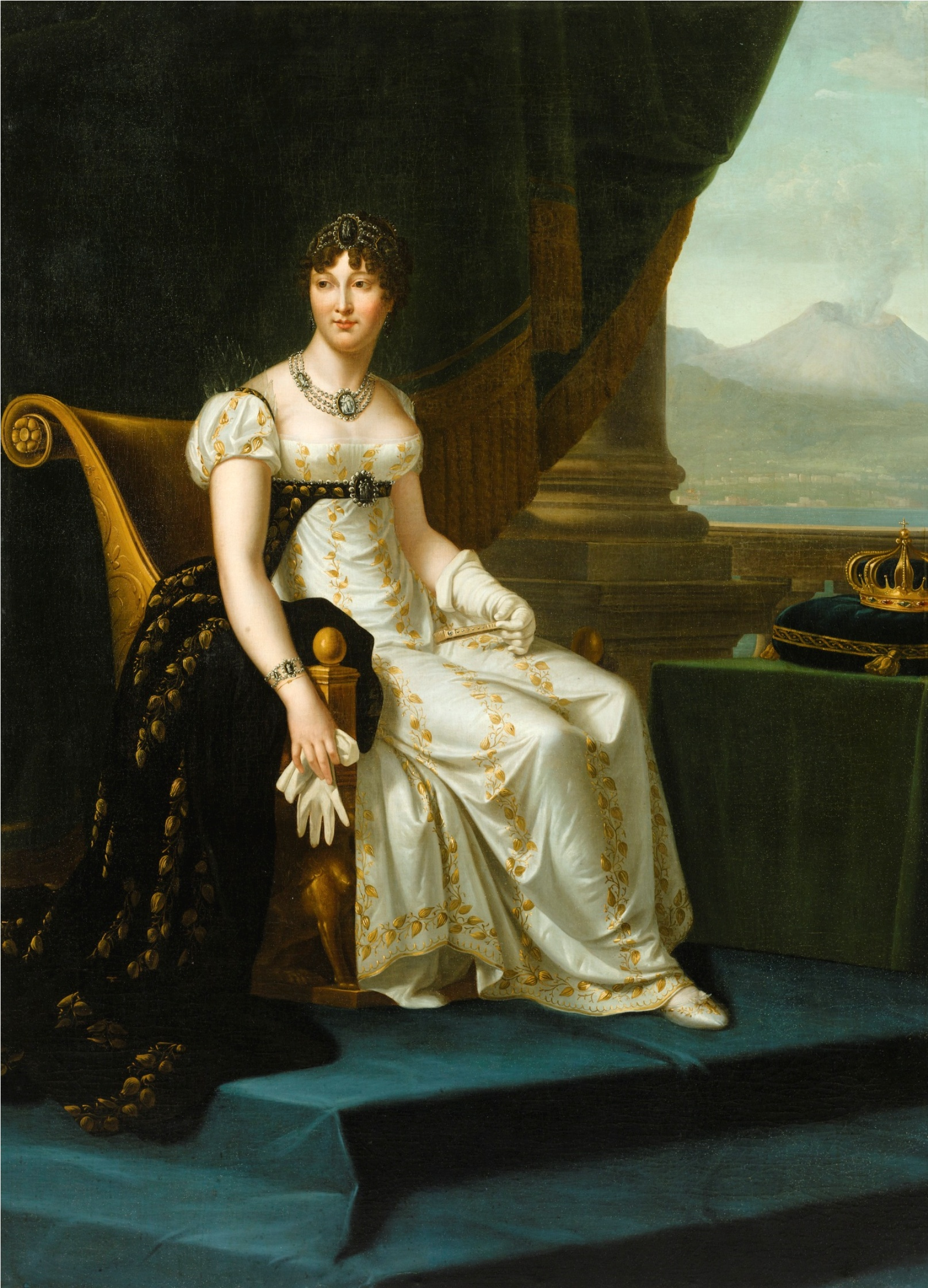
Антураж Франсуа-Паскаля-Симона Жерара, портрет Кароліни Бонапарт, королеви Неаполя і обох Сицилій.

### Картини
На портреті королеви Кароліни Бонапарт, датованому приблизно 1810 роком, вона сидить з королівською короною на оксамитовій подушці. На задньому плані — Неаполітанська затока та Везувій з вулканічним димом. Нащадки Люсьєна Мюрата вважають, що цю картину написав Франсуа Жерара. Мистецтвознавець Ален Латрей, експерт з творчості художника, дотримується іншої думки, виключаючи будь-яку атрибуцію Жерару або його майстерні. Інший ідентичний портрет, що знаходиться в приватній колекції, значиться як робота Жана-Батіста Реньо. У цій битві експертів італійська реставраторка Ніколетта Д'Арбітріо приписує ту саму картину Франсуа Жерару.

### Кінофільми
- 1912: В італійському німому фільмі «Una congiura contro Murat» («Змова проти Мюрата») Джузеппе Петраї її грає Б'янка Лоренцоні
- 1927: У фільмі «Наполеон» Абеля Ґанса її грає П'єрет Луган
- 1955: У фільмі Саші Гітрі «Наполеон» її грає Анна Амендола
- 1959: У фільмі Аустерліц Абеля Ґанса її грає Даніела Рокка

### Телебачення
- 1979: У фільмі «Жозефіна або комедія амбіцій» Робера Мазуера її грає Катрін Сальвіа.
- 1987: В американському міні-серіалі «Наполеон і Жозефіна: історія кохання» Річарда Т. Геффрона її зіграла Джулі Грем
- 2002: У міні-серіалі «Наполеон» Іва Сімоно її зіграла Марі Бомер
- 2017: 27 липня 2017 року їй була присвячена програма Secrets d'histoire на каналі France 2 під назвою «Кароліна, уроджена Бонапарт, дружина Мюрата»[12].

## Нащадки
Кароліна та Йоахім були батьками чотирьох дітей:
- Ахілл Шарль Луї Наполеон Мюрат, 2-й принц Мюрат (21 січня 1801, Париж — 15 квітня 1847, округ Джефферсон, Флорида); одружився в Таллахассі, штат Флорида, 12 липня 1826 року з Кетрін Дейнгерфілд Вілліс (17 серпня 1803 — 6 серпня 1867), дочкою полковника Берда С. Вілліса (29 серпня 1781—1846) і Мері Льюїс, без нащадків.
- Принцеса Марія Летіція Жозефіна Аннонсіада Мюрат (26 квітня 1802, Париж — 12 березня 1859, Болонья); вийшла заміж у Венеції 27 жовтня 1823 року за Гвідо Таддео Пеполі, маркиза Пеполі, графа Конте ді Кастільйоне (7 вересня 1789, Болонья — 2 березня 1852, Болонья) і мала чотирьох дітей.
- Люсьєн Шарль Жозеф Наполеон Мюрат, 2-й суверенний принц Понтекорво, 3-й принц Мюрат (16 травня 1803, Мілан — 10 квітня 1878, Париж); одружився в Бордентауні, штат Нью-Джерсі, 18 серпня 1831 року з Кароліною Джорджині Фрейзер (13 квітня 1810, Чарлстон, Південна Кароліна — 10 лютого 1879, Париж), дочці Томаса Фрейзера та дружини Енн Лотон, і мав дітей; він був сподвижником свого двоюрідного брата Наполеона III.
- Принцеса Луїза Жюлі Кароліна Мюрат (21 березня 1805, Париж — 1 грудня 1889, Равенна); вийшла заміж у Трієсті 25 жовтня 1825 р. за Джуліо Конте Распоні (19 лютого 1787 р., Равенна — 19 липня 1876 р., Флоренція), мала дітей.

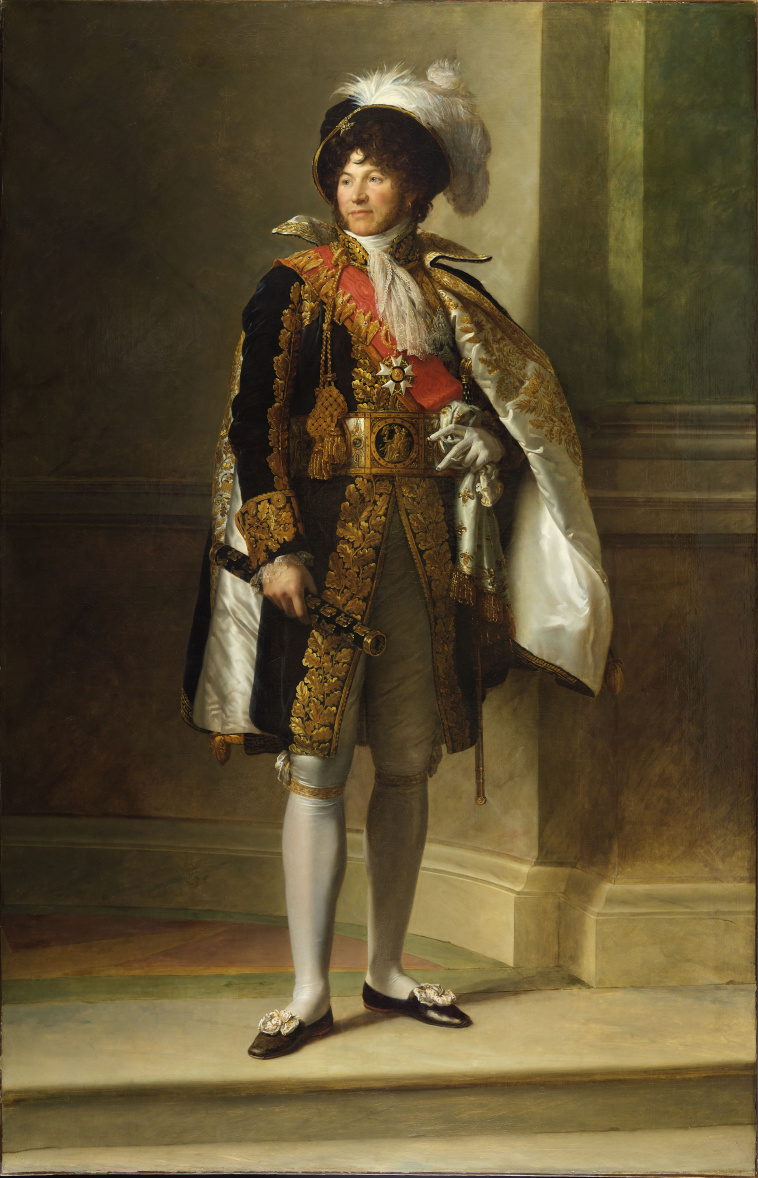
Йоахім Мюрат, автор Франсуа Жерар, Музей Каподімонте.
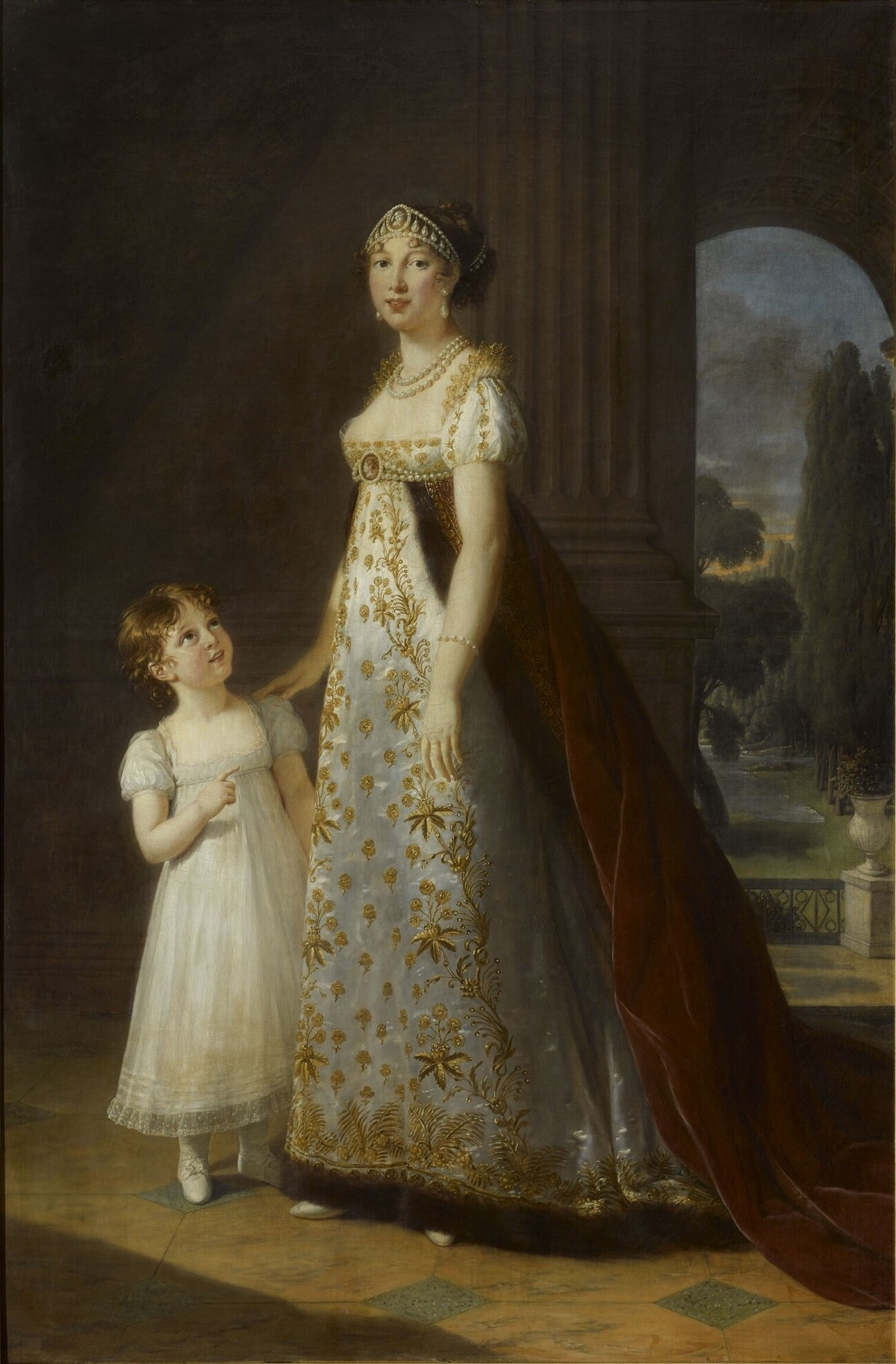
Кароліна та її донька Летиція, робота Елізабет Віже Ле Брюн, 1807 рік, Версальський замок.
Кароліна та її діти, робота Франсуа Жерара, 1808, Шато де Фонтенбло].